# Morte de James Ashley
James Ashley foi um homem inglês de 39 anos morto pela polícia armada estando nu e desarmado, durante uma rusga ao seu apartamento em Sussex em 1998. Ashley e vários outros residentes do apartamento eram suspeitos de negócios de droga a grande escala.
Tendo estado anteriormente preso durante 2 anos sob acusações de homicídio, Ashley tinha estado envolvido num esfaqueamento num pub alguns meses antes, quando um amigo seu atacou outra pessoa antes de Ashley o ter segurado. Uma busca nas redondezas mais tarde resultou numa pequena quantidade de cannabis.

## Disparos
A rusga ocorreu em St Leonards, East Sussex, Reino Unido, a 15 de Janeiro de 1998. Ashley estava na cama com a sua namorada na altura da rusga, e saiu da cama para investigar barulhos a vir do seu apartamento. Quando se moveu para a porta do seu quarto escuro um oficial da polícia armada, PC Chris Sherwood, entrou no quarto. Vendo Ashley a aproximar-se e tendo sido informado que os ocupantes do apartamento podiam "estar armados e serem perigosos", o polícia reagiu disparando a sua arma contra Ashley.
Numa posterior conferência de imprensa, o Chefe da Polícia de Sussex, Paul Whitehouse, disse que James Ashley era procurado por homicídio mas isso não estava correto.

## Inquérito
Foi feito um inquérito sobre o incidente e o Sir John Hoddinott, o Chefe da Polícia de Hampshire, mais tarde descobriu "provas sugestivas de conspiração entre alguns ou todos os chefes da polícia em Sussex para ocultar aquilo que já sabiam, e que poderia estar a ser criado um caso com argumentos numa tentativa de perverter o curso da justiça."
Hoddinott também disse que existiam provas de prevaricação criminal e falsidade, negligência, conduta imprópria contra o Chefe da Polícia de Sussex, e ajuda ou incentivo de falsos testemunhos do seu chefe, Paul Whitehouse. O Sr Whitehouse insistiu que não tinha responsabilidade pelos eventos que ocorreram mas quando o Secretário de Estado, David Blunkett sugeriu que ele se demitisse, ele fê-lo.

## Consequências
Depois do Chefe Sherwood e outros 4 polícias terem sido acusados de homicídio e terem sido considerados inocentes da morte de Ashely, continuaram a servir como polícias. Outros 5 polícias, que foram suspensos depois do tiroteio, tentaram sem sucesso pocessar a polícia de Sussex por "danos morais" que sofreram devido a alegado treino impróprio que receberam.
Em Março de 2009, a polícia de Sussex concordou em compensar e pedir desculpa à família de Ashely. A polícia admitiu negligência - que tinha sido uma série de falhas da polícia - mas não morte ilegal. O filho de Ashely contudo manteve que a morte foi ilegal, e juntamente com o resto da família, continuou a perseguir o assunto.
O caso reacendeu a preocupação do público sobre a sabedoria da polícia armada britânica e as circunstâncias em que eles podem estar autorizados a estar em incidentes com armas de fogo.